# Faravid
Faravid – według normańskiej sagi, jeden z królów Kvenland i Finlandii.
Sprzymierzył się z norweskim królem w celu odparcia najeżdzających te ziemie Karelów, prowadząc przeciw nim dwie zwycięskie wyprawy wojskowe. Według niektórych, mógł istnieć naprawdę. Daty jego życia określa się na lata 830-910, a panowanie od ok. 860 roku. Udało mu się zjednoczyć fińskie plemiona i utrzymać bezpieczeństwo wszystkich ziem zamieszkanych przez bałto-fińskie plemiona. Istnieje również hipoteza, że mógł żyć on w XII wieku. Imię Faravid ma norweskie pochodzenie. Prawdopodobnie jego fiński odpowiednik brzmiał "Kaukamoinen".